# Египат на Светском првенству у атлетици у дворани 2018.
Египат је учествовао на 17. Светском првенству у атлетици у дворани 2018. одржаном у Бирмингему од 1. до 4. марта четрнаести пут. Репрезентацију Египта представљао је један атлетичар, који се такмичио у трци на 800 метара.,
На овом првенству такмичар Египта није освојио ниједну медаљу али је оборио национални и лични рекорд.

## Учесници
Мушкарци:
- Хамада Мохамед — 800 м

## Резултати

### Мушкарци
| Атлетичар      | Дисциплина | Лични рекорд | Квалификације  | Квалификације | Финале               | Финале     | Детаљи |
| Атлетичар      | Дисциплина | Лични рекорд | Резултат       | Место         | Резултат             | Место      | Детаљи |
| -------------- | ---------- | ------------ | -------------- | ------------- | -------------------- | ---------- | ------ |
| Хамада Мохамед | 800 м      | 1:47,82      | 1:47,65 НР, ЛР | 5. у гр. 1    | Није се квалификовао | 8 / 9 (10) |        |